# 旗津區
22°33′42″N 120°18′25″E / 22.561674°N 120.306998°E
旗津區是臺灣高雄市的區之一，位於市區西南部的旗津島，與鼓山區、前鎮區及小港區隔高雄港相望。舊名「旗後」（Kî-āu），現名則得自日治時代本地組織的高雄第一個詩社「旗津吟社」。其原為沙洲半島，南端與臺灣本島相連，1967年因高雄港第二港口的興建而被截斷成島。連接旗津和前鎮的高雄港過港隧道是臺灣唯一的海底隧道，以沉箱式工法興建，1984年完工通車。同樣位於旗津的中區污水處理廠是高雄市第一座污水處理廠，1987年完工啟用，每天可以處理75萬公噸的污水，為高雄市容量最大的污水處理廠。
此外，中華民國目前實際控制的南海諸島領土，包括東沙群島、南沙群島的太平島與中洲礁，均劃歸旗津區轄管。

## 人口
根據高雄市政府民政局統計，2024年底旗津區戶數約1.1萬戶，人口約2.6萬人，區內人口最多與最少的里分別是復興里與安順里，2024年底兩里人口分別為3,126人與870人。

## 政治

### 歷任首長
| 任期   | 姓名   | 任期時間                      |
| ------ | ------ | ----------------------------- |
| 第1任  | 馬康博 | 1979年11月1日－1982年12月16日 |
| 第2任  | 郭英雄 | 1982年12月16日－1985年1月3日  |
| 第3任  | 莊順源 | 1985年1月3日－1987年2月5日    |
| 第4任  | 林振忠 | 1987年2月5日－1988年2月5日    |
| 第5任  | 張廷江 | 1988年2月5日－1991年4月1日    |
| 第6任  | 鍾秋雄 | 1991年4月1日－1996年1月16日   |
| 第7任  | 吳初雄 | 1996年1月16日－2001年1月16日  |
| 第8任  | 蔡榮松 | 2001年1月16日－2005年1月16日  |
| 第9任  | 謝家種 | 2005年3月8日－2007年2月16日   |
| 第10任 | 方聰士 | 2007年2月16日－2009年4月12日  |
| 第11任 | 駱邦吉 | 2009年4月13日－2011年4月14日  |
| 第12任 | 謝水福 | 2011年4月14日－2016年2月16日  |
| 第13任 | 吳永揮 | 2016年2月16日－2019年3月11日  |
| 第14任 | 劉文粹 | 2019年3月11日－2021年2月8日   |
| 第15任 | 羅長安 | 2021年2月8日－2024年11月18日  |
| 第16任 | 張淑貞 | 2024年11月18日－現任          |

### 區政組織

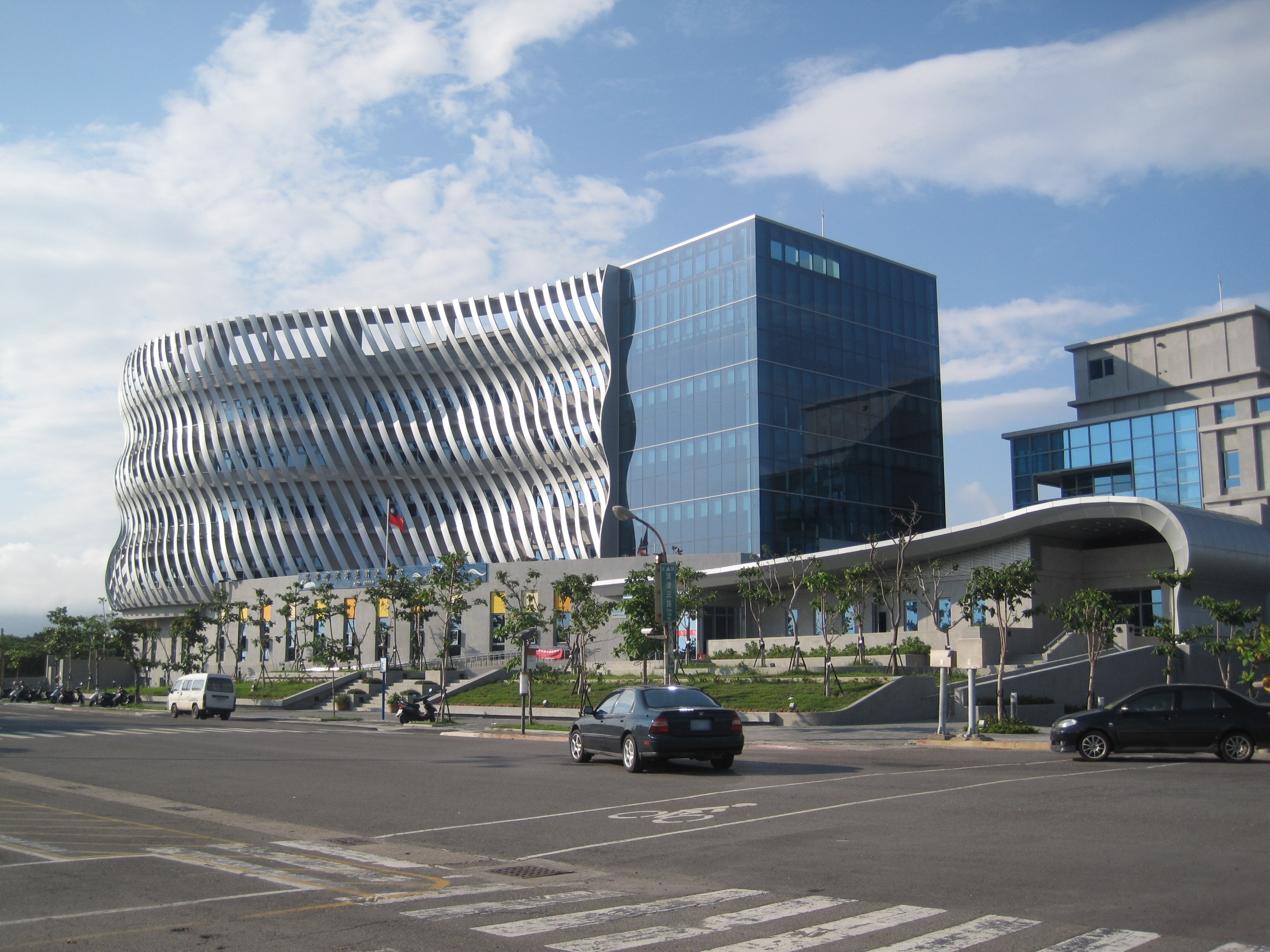
旗津區公所

旗津區公所是高雄市政府在旗津區的派出機關，在中華民國政府架構中為市政府綜理區政的執行機關，上級業務監督機關為高雄市政府。区长由市長任命，其任期為無任期保障。在區長及主任秘書之下，設有3課3室等6個內部單位。

### 行政區劃
| 旗津區行政區劃                                                                                  |
| 旗下里 永安里 振興里 慈愛里 實踐里 中 華 里 復興里 北汕里 南 汕 里 上 竹 里 中洲里 安順里 中 興 |

| [ 來源 1 ] | 面積km2 | 鄰數 |
| ---------- | ------- | ---- |
| 旗下里     | 0.1310  | 14   |
| 永安里     | 0.1439  | 15   |
| 振興里     | 0.1901  | 17   |
| 慈愛里     | 0.1520  | 22   |
| 復興里     | 0.0430  | 25   |
| 中華里     | 0.0950  | 14   |
| 實踐里     | 0.1553  | 13   |
| 北汕里     | 0.1520  | 17   |
| 南汕里     | 0.2032  | 13   |
| 上竹里     | 0.1834  | 22   |
| 中洲里     | 0.1602  | 13   |
| 安順里     | 0.0920  | 9    |
| 中興里     | 0.9439  | 18   |
| 總計       | 2.6450  | 212  |

### 警政消防

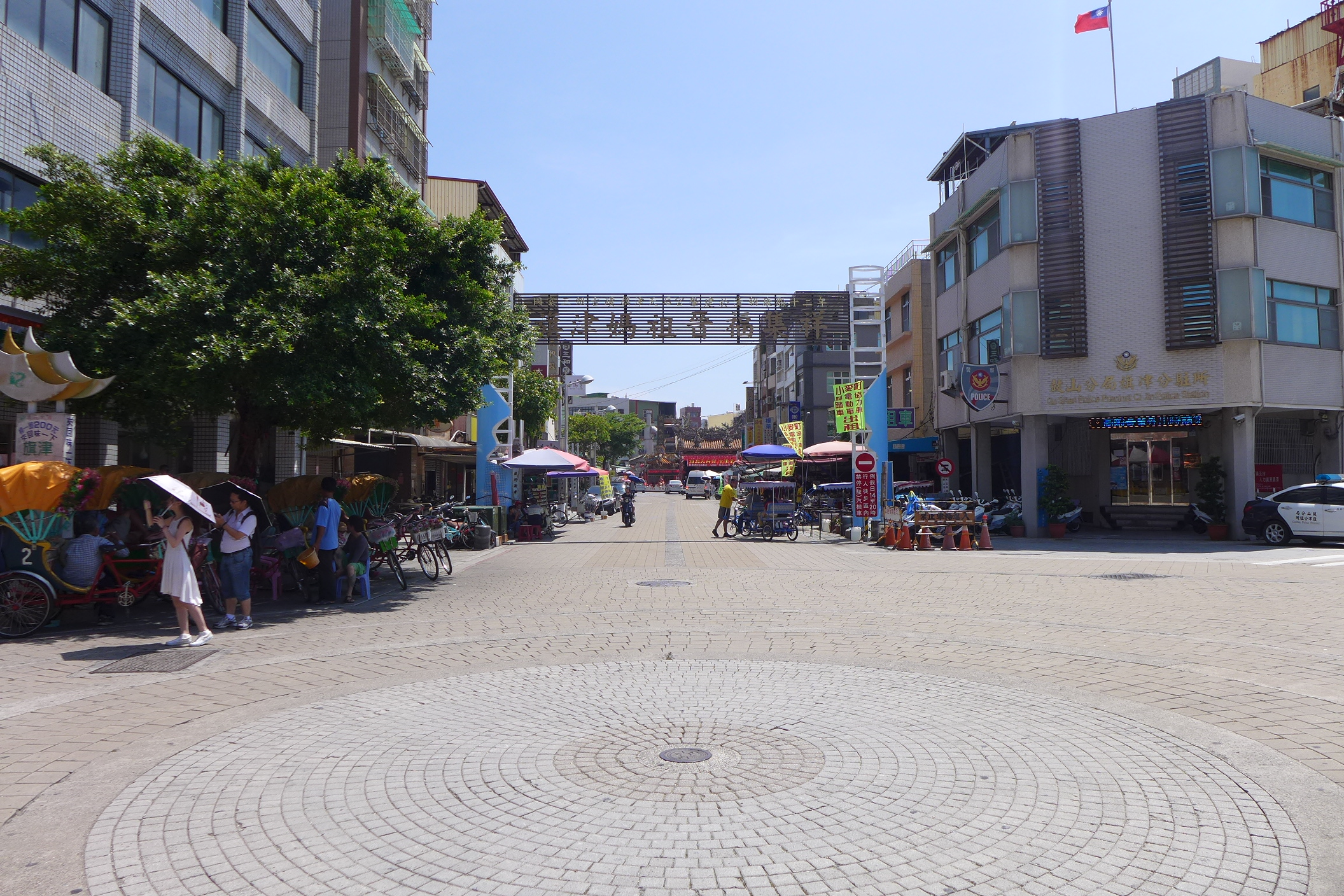
高雄市政府警察局鼓山分局旗津分駐所（圖右），而中間的道路地台到2020年還原為瀝青

- 高雄市政府警察局鼓山分局旗津分駐所 07 571 5492
- 高雄市政府警察局鼓山分局中洲派出所 07-5712-328
- 內政部警政署高雄港務警察總隊中興中隊
- 高雄市政府消防局第一大隊旗津分隊

## 宗教信仰

### 道教與臺灣民間信仰

#### 旗后地區
- 旗津天后宮：高雄第一間媽祖廟，亦是旗津區的重要信仰，主祀天上聖母，是漁民徐阿華以及其他漁民所建。
- 旗后臨水宮：地區的重要信仰之一，主祀順天聖母。

#### 中洲地區
- 沙仔地福壽宮：為原下蚵子寮移民的信仰中心，主祀劉府千歲。
- 烏松福德宮：位於北汕里，主祀福德正神。
- 大汕頭朝龍宮：南汕里的境主，主祀天上聖母。
- 上竹天鳳宮：為上竹里頂赤竹聚落的信仰中心，主祀五府千歲。
- 中洲廣濟宮：是中洲地區的大廟，由高雄港擴建時拆遷的三間宮廟合併，主祀天上聖母、觀音佛祖及角秀媽祖。
- 七柱鳳山寺：是中興里舊七柱聚落居民的信仰中心，主祀保安廣澤尊王。
- 崩隙鳳天宮：是中興里舊崩隙聚落居民的信仰中心，主祀五府千歲。
- 中洲福興宮：是中興里舊土地公聚落居民的信仰中心，近高雄港過港隧道，主祀福德正神。
- 蔣公感恩堂：是大陳新村的重要信仰。內供奉蔣中正、觀音佛祖、三官大帝。
- 蔣公報恩觀：位於實踐里，內有蔣中正銅像供人景仰，以及三官大帝、漁師大神、阮弼真君、孚佑帝君、福德正神。

#### 東沙島
- 東沙大王廟：位於東沙島，是東沙群島唯一的廟宇，主祀東沙大王。

### 佛教
- 憫愍寺
- 清靜寺 （页面存档备份，存于）：位於中洲二路233號
- 南沙太平島觀音堂：位於太平島。

### 基督宗教

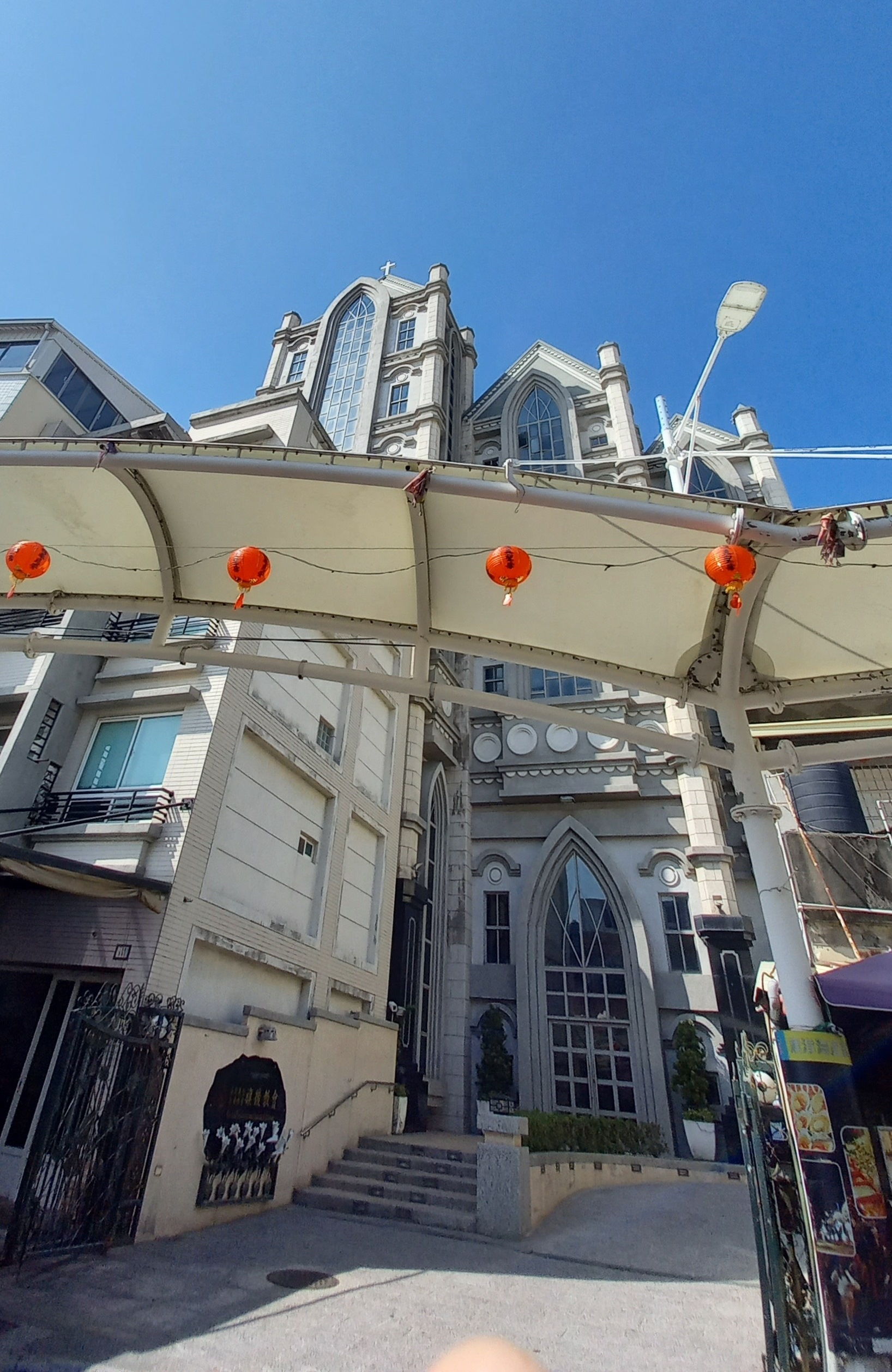
臺灣基督長老教會旗後教會，為高雄最早的基督新教歸正宗長老會禮拜堂

| 宗派                             | 教會（禮拜堂 / 聖堂） |
| -------------------------------- | --------------------- |
| 天主教                           | 海星聖母堂            |
| 歸正宗長老會（臺灣基督長老教會） | 旗後教會              |
| 靈糧堂                           | 旗津活泉靈糧堂        |
| 其他                             | 旗津中洲聖經聖潔教會  |

## 教育

### 大專院校
- 國立高雄科技大學旗津校區

### 國民中學
- 高雄市立旗津國民中學

### 國民小學
- 高雄市旗津區旗津國民小學
- 高雄市旗津區大汕國民小學
- 高雄市旗津區中洲國民小學

## 醫療
- 高雄市立旗津醫院（委託財團法人私立高雄醫學大學經營）

## 旗津漁港
旗津漁港位於旗津區中段，鄰高雄港主航道及旗津風車公園，為高雄市近海漁業中心，海風涼爽宜人，海產豐富新鮮，港邊賞船眺望85大樓，從不同的角度欣賞高雄港灣城市建築的天際線，更令人心情愉悅；海風、海產與賞船實為旗津漁港最大特色。

## 交通

### 公車客運
- 高雄市公車
  - 35A：前鎮站－小港高中－旗津海水浴場
  - 35B：前鎮站－旗津海水浴場
  - 紅9A旗津幹線：前鎮站－旗津輪渡站
  - 紅9B旗津幹線-假日區間：旗津海水浴場－海洋探索館
  - 紅9C旗津幹線-假日觀光：旗津海水浴場－旗津海岸公園
  - 東沙一號（離島公車）
  - 南沙一號（離島公車）
  - 南沙二號（離島公車）
- 旗津輪渡站（往鼓山輪渡站）
- 中洲輪渡站（往前鎮輪渡站）
- 高雄港過港隧道（往前鎮、小港）

### 航空
- 太平島機場
- 東沙機場

### 未來
高雄捷運
- 旗津線[10]（規劃中）

## 旅遊

### 景點

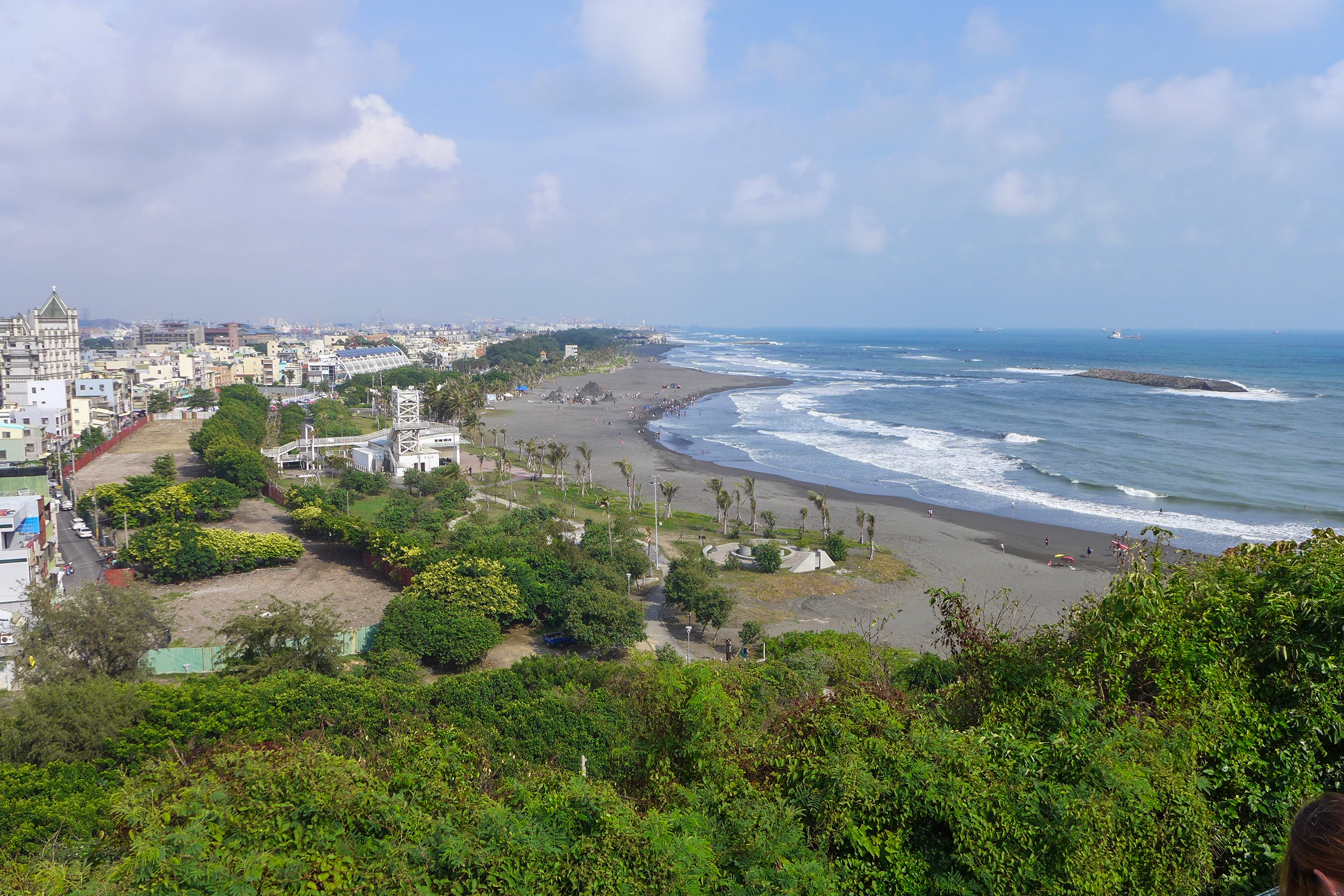
旗津海水浴場

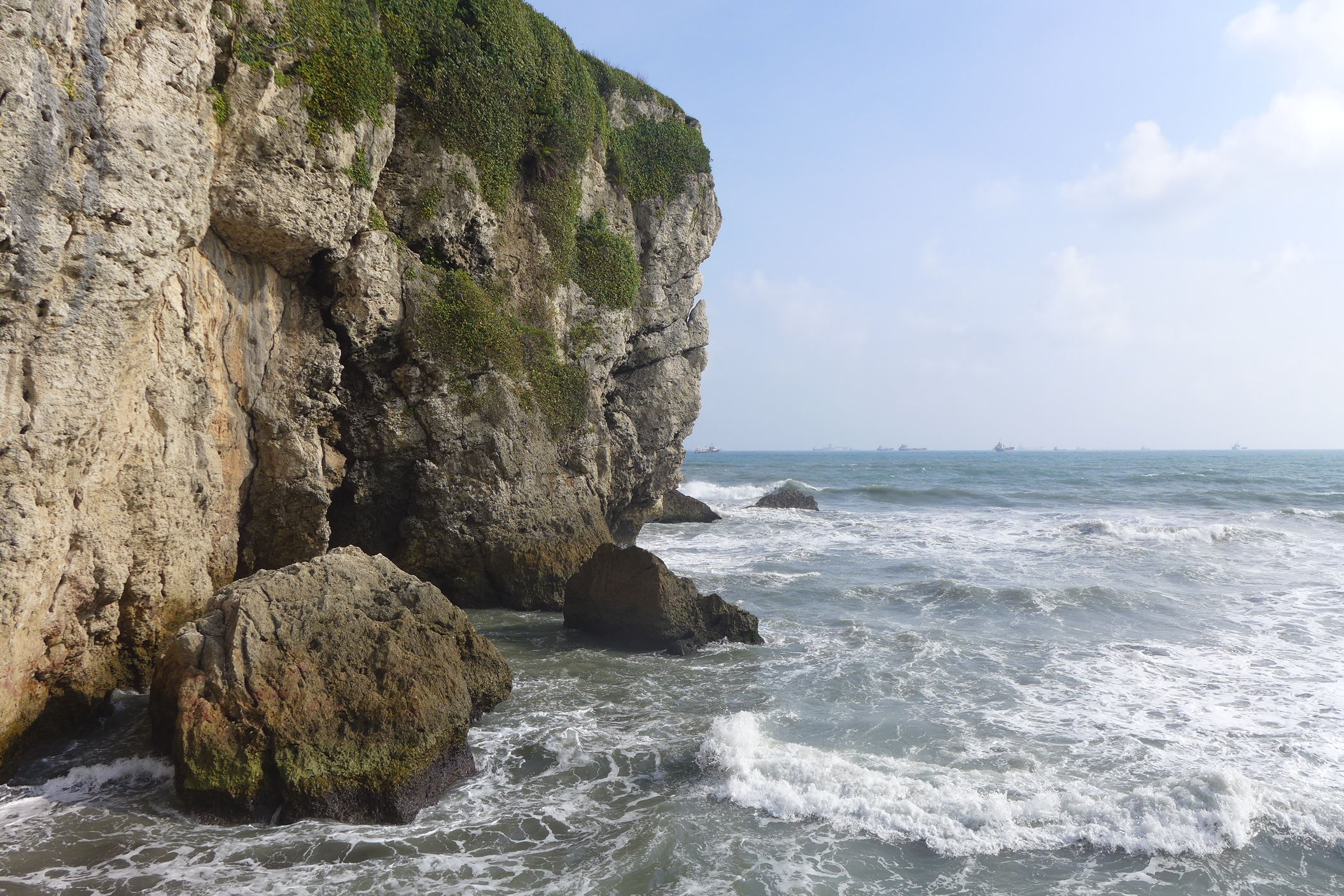
珊瑚礁岩壁

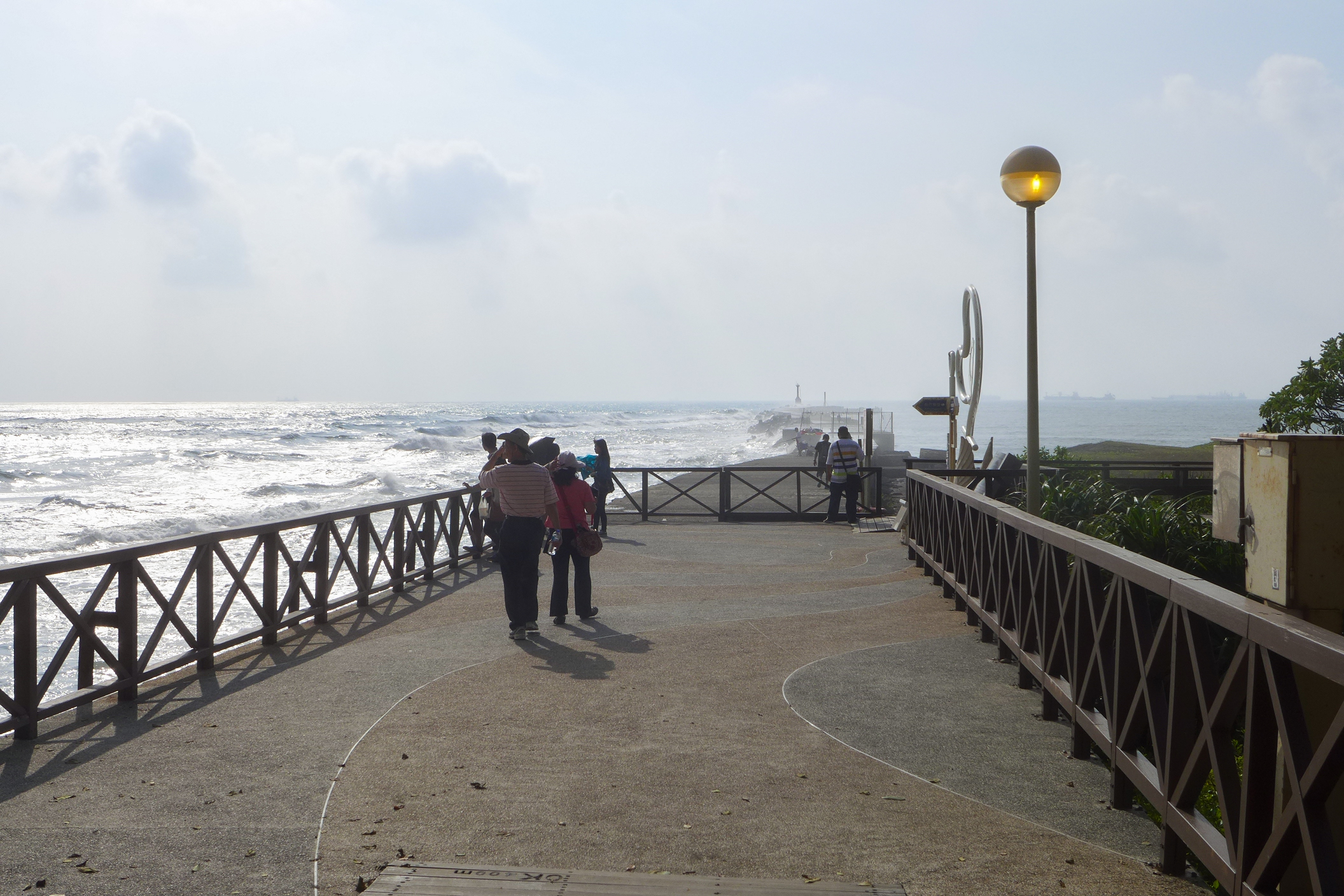
海馬堤防

- 自行車踩風大道
- 旗津星空隧道
- 陽明高雄海洋探索館
- 旗津漁港（紅燈碼頭）
- 旗津風車公園
- 旗後燈塔
- 旗津貝殼博物館
- 旗津彩虹教堂
- 東沙環礁國家公園
- 戰爭與和平紀念公園
- 勞動女性紀念公園（二十五淑女墓）
- 旗津天后宮
- 旗津海岸公園
- 旗津海水浴場
- 旗後炮臺
- 高雄市苓雅國民中學五名見義勇為同學紀念碑
- 旗後觀光市場（位於旗津道沙灘酒店正下方）
- 旗津老街
- 蔣公感恩堂
- 戰爭與和平紀念公園
- 臺灣基督長老教會旗後教會
- 高雄港第二港口VTC塔台

### 飯店
- 旗津道沙灘酒店
- 旗峯會館

## 特產
- 烏魚子
- 烤小捲
- 地瓜餅
- 白糖粿
- 番薯碰
- 魷魚絲
- 蚵嗲
- 燒酒螺
- 飛魚卵香腸
- 綜合海產
- 旗魚黑輪
- 豆花
- 冰品

## 圖片輯

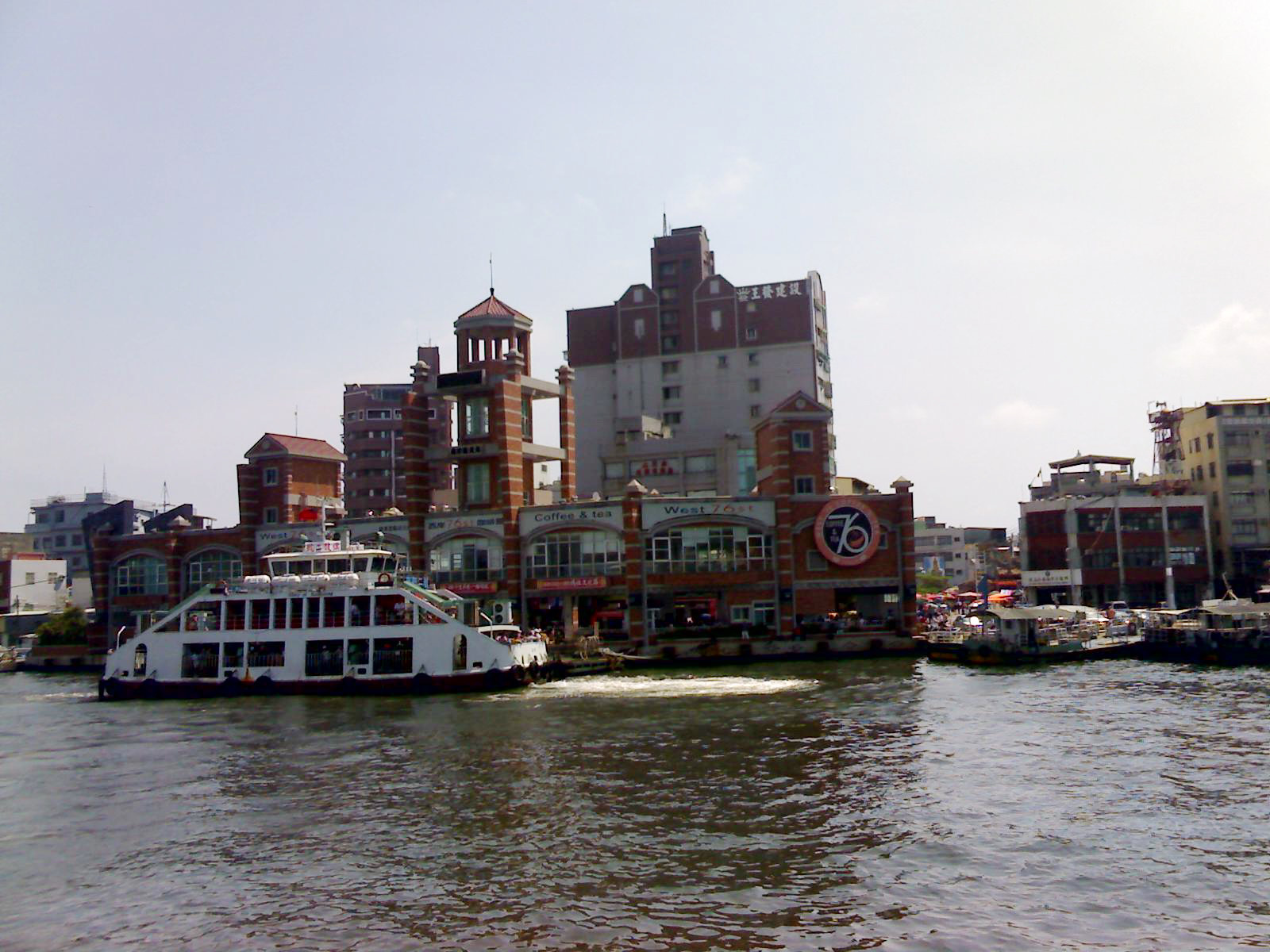
旗津輪渡站
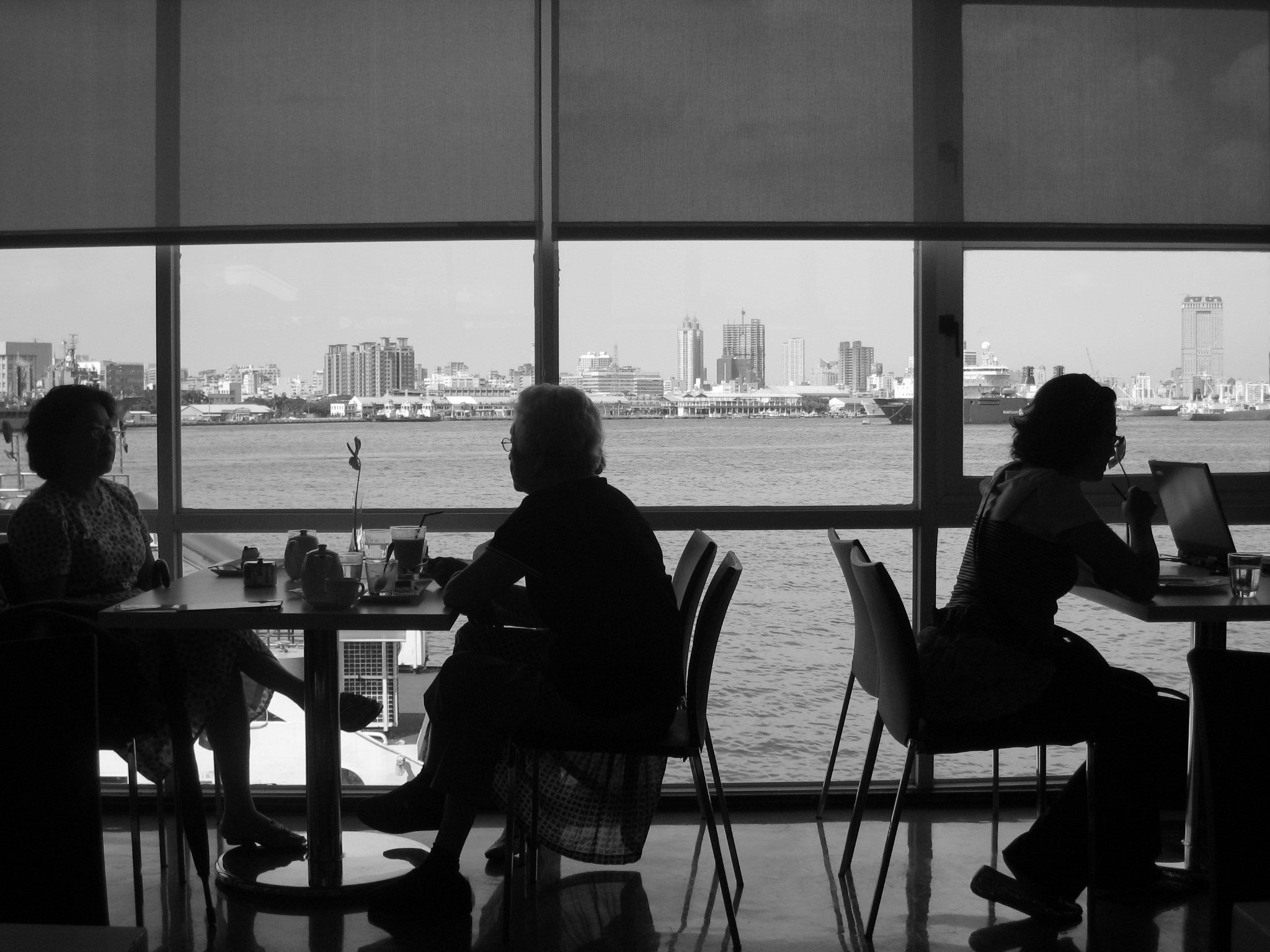
從旗津的海邊咖啡廳可飽覽高雄港的景色
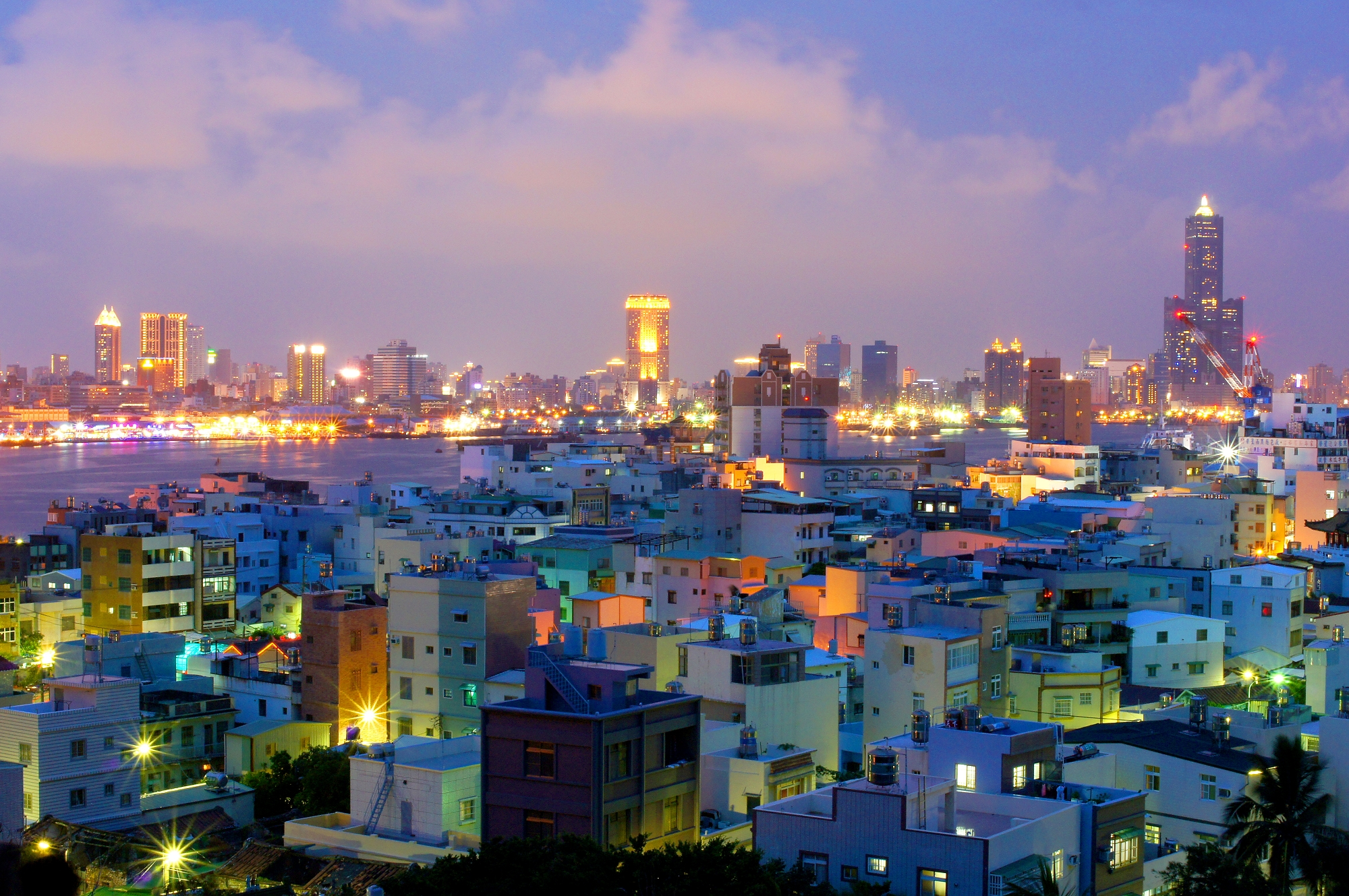
旗津區夜景
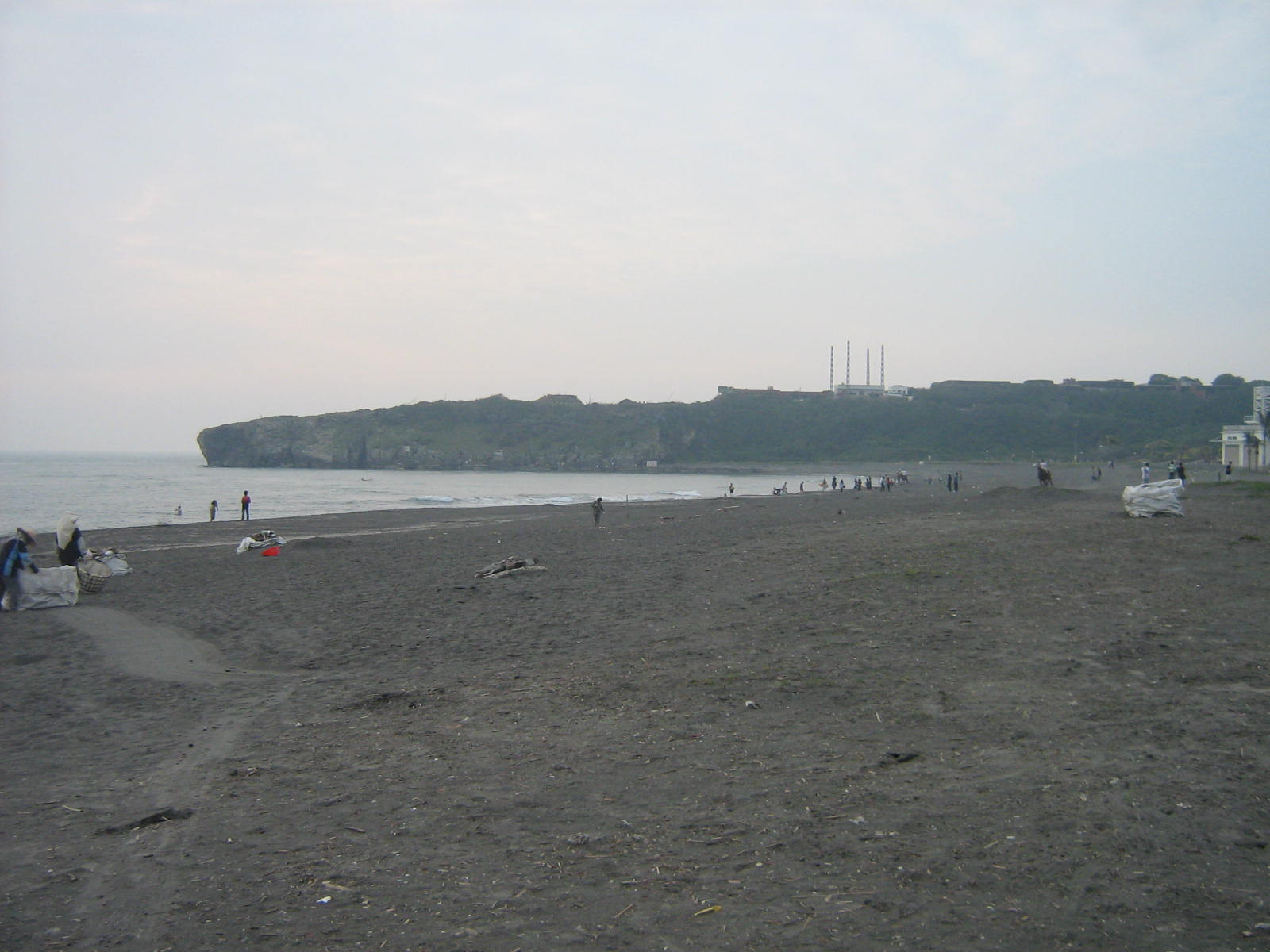
旗津海岸公園
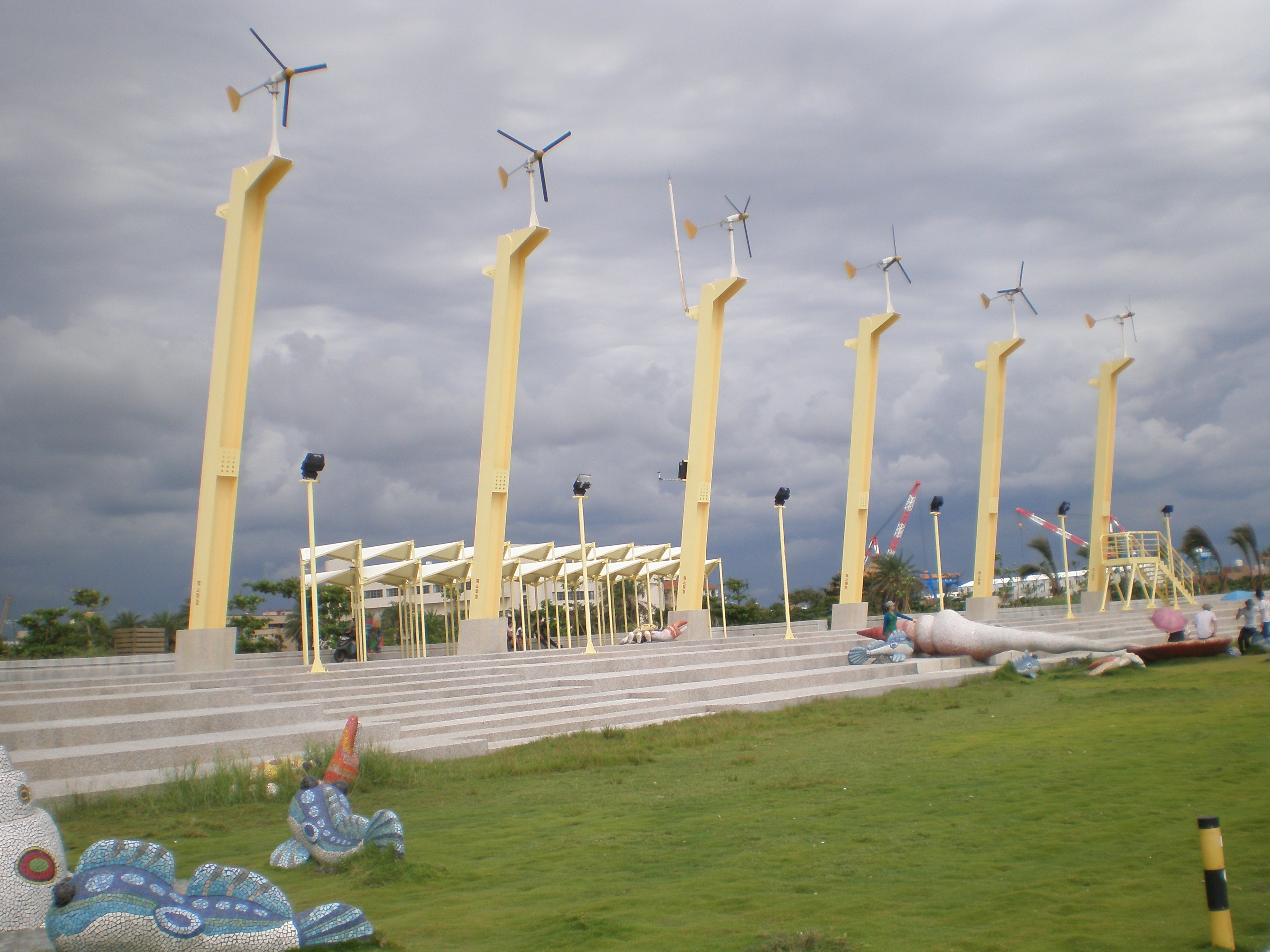
旗津風車公園
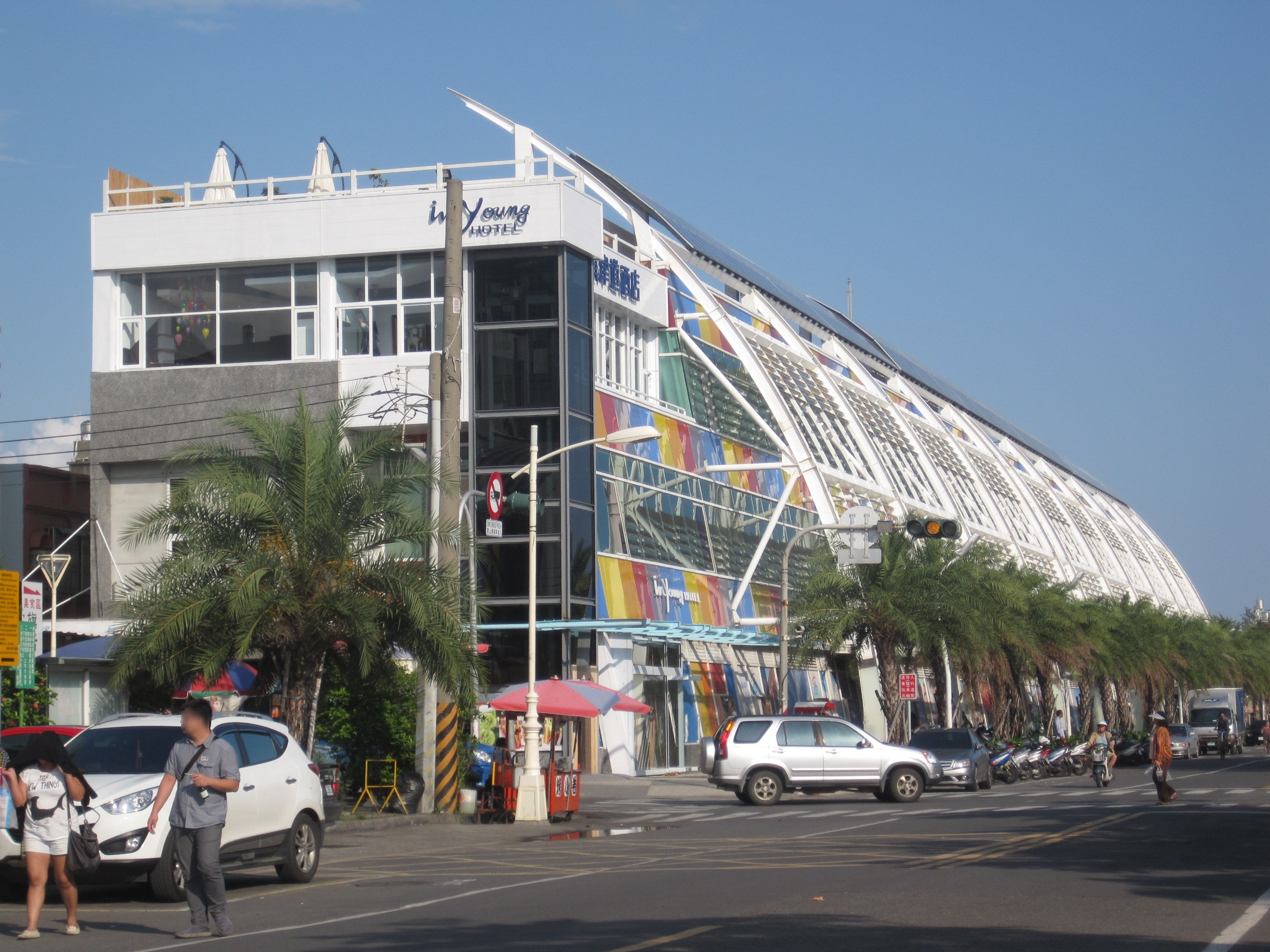
旗津道沙灘酒店與旗後觀光市場
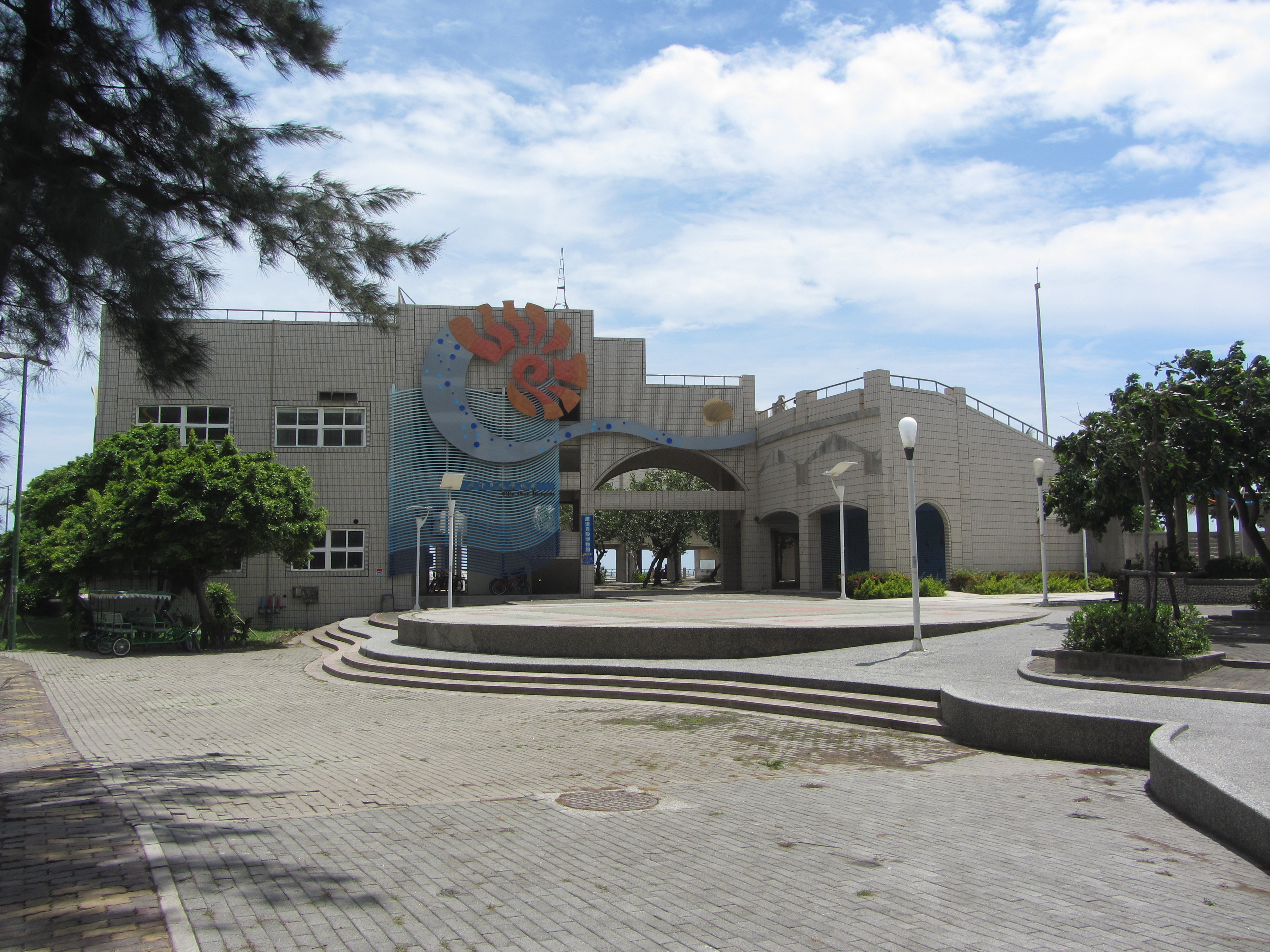
旗津貝殼博物館
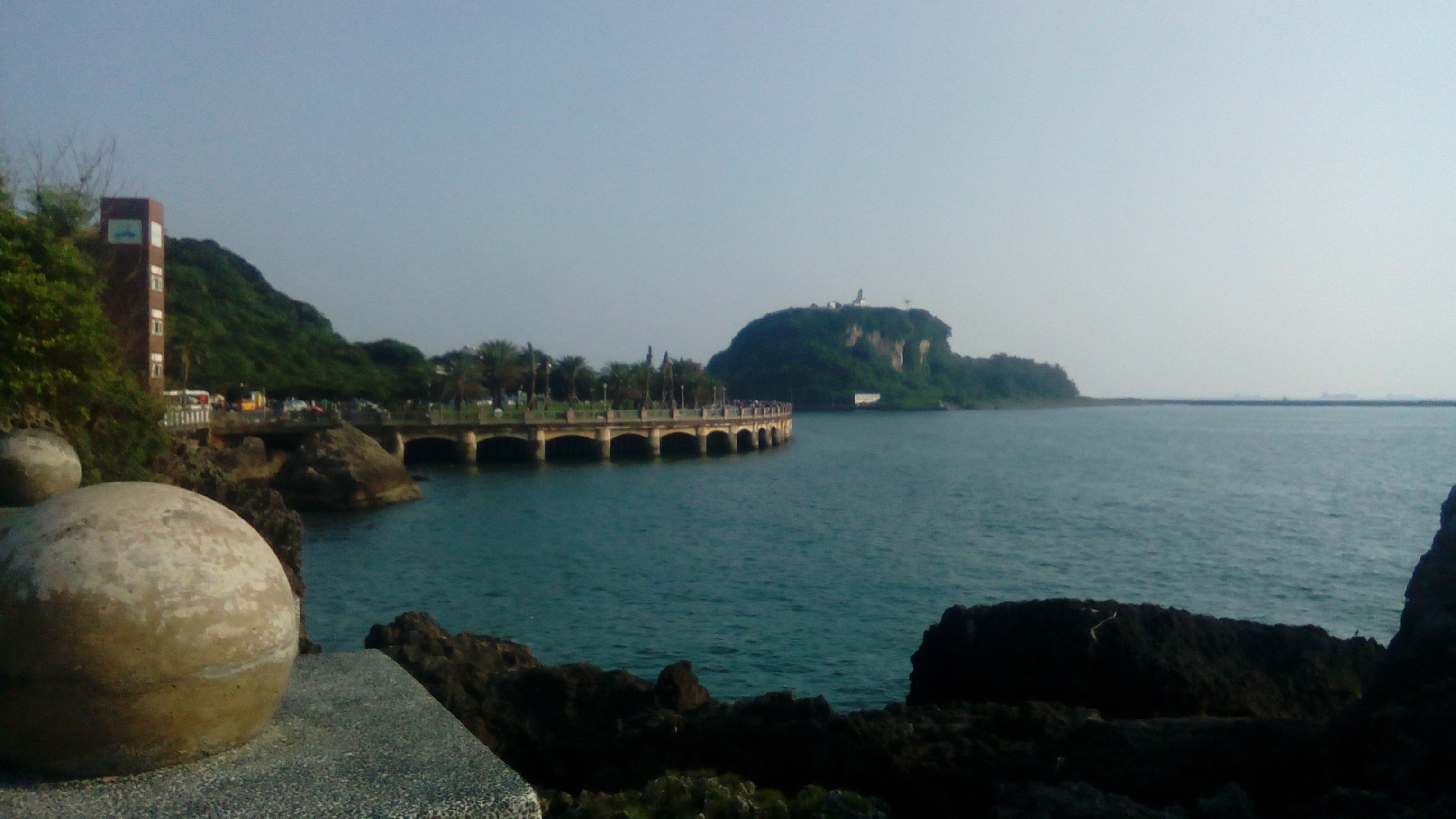
從西子灣眺望旗后山
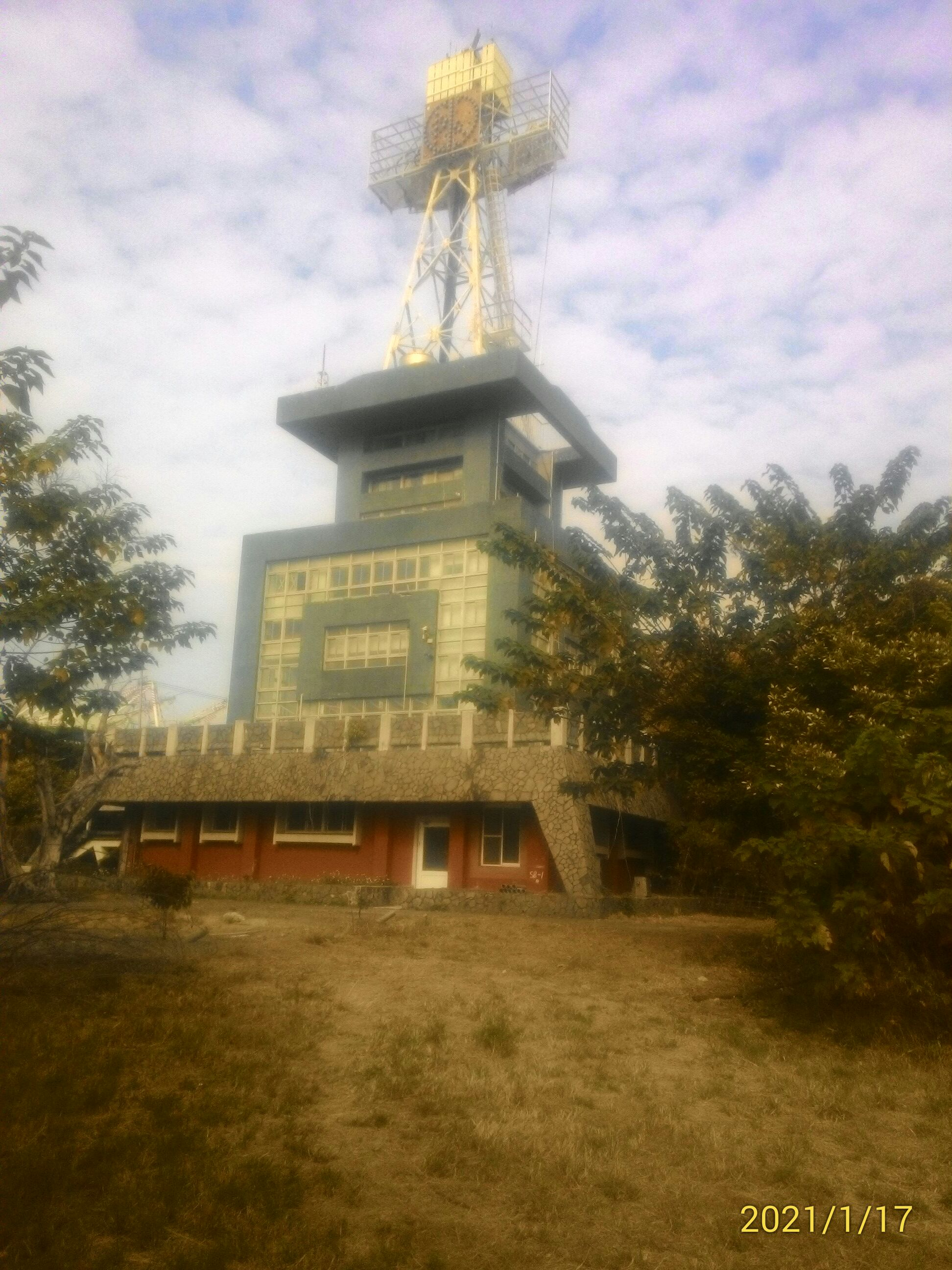
位於旗津最南點的舊高字塔
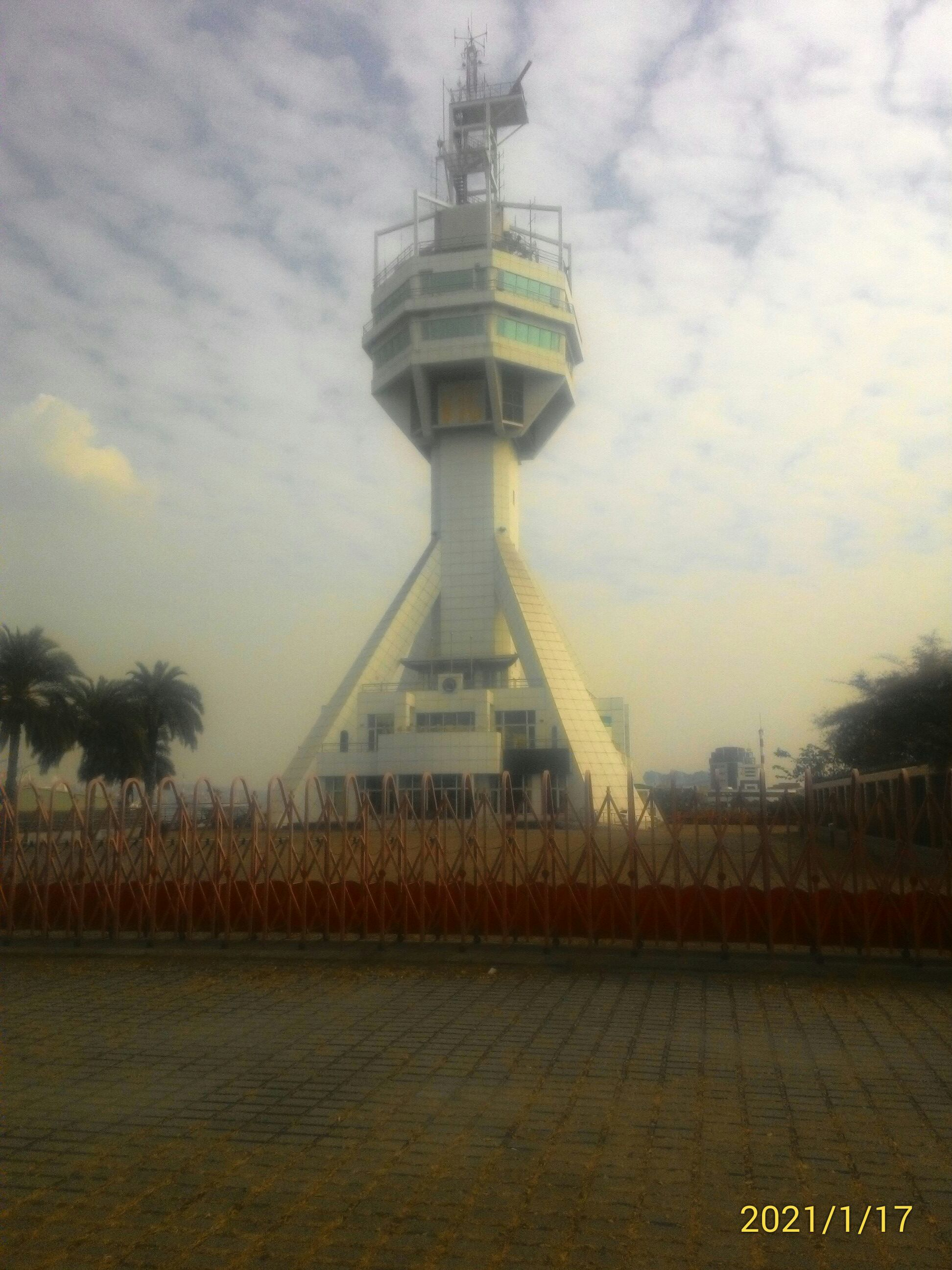
高雄港第二港口VTC塔台
旗津老街
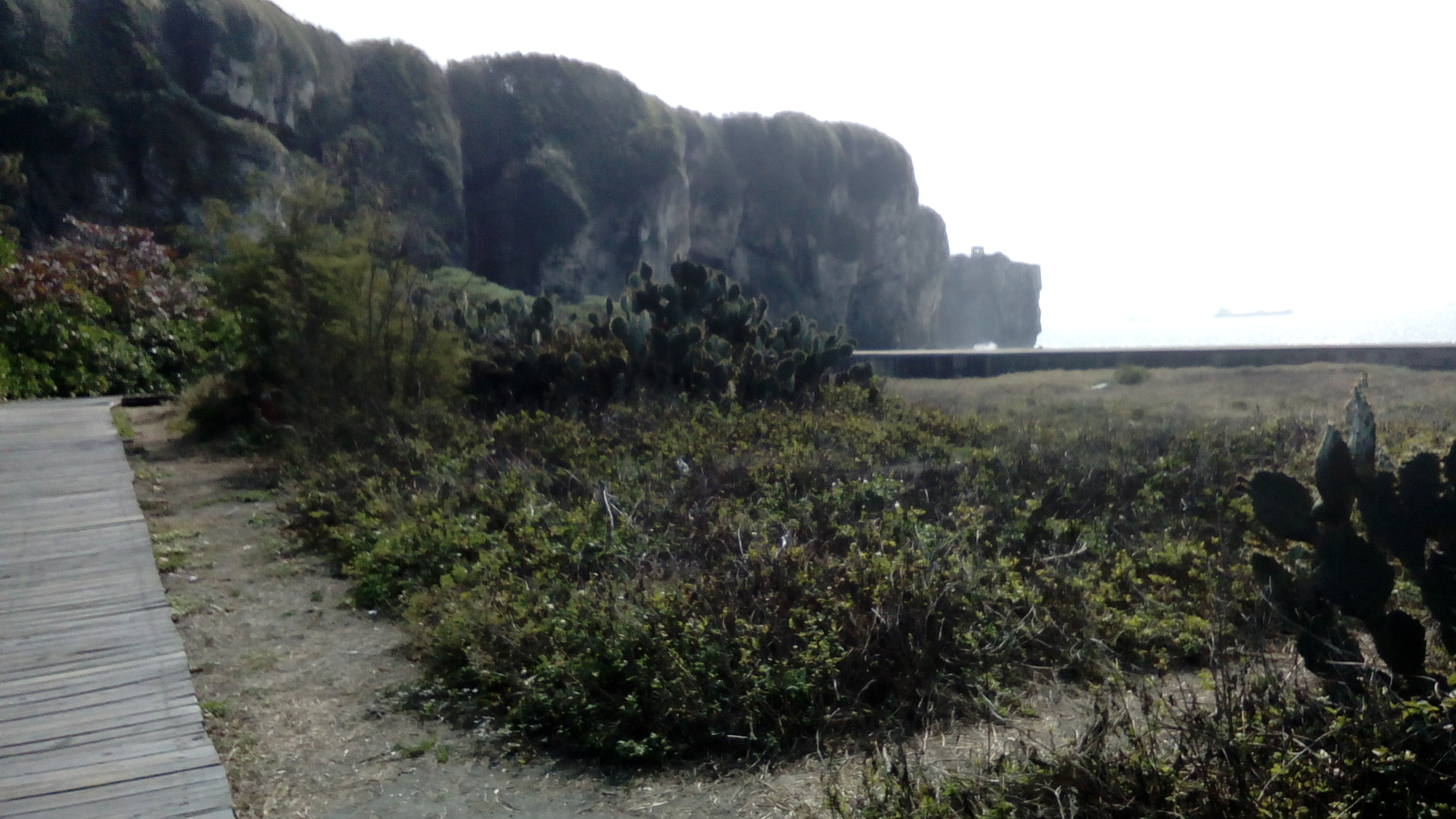
旗后砲台北側海灘（旗后斷崖）
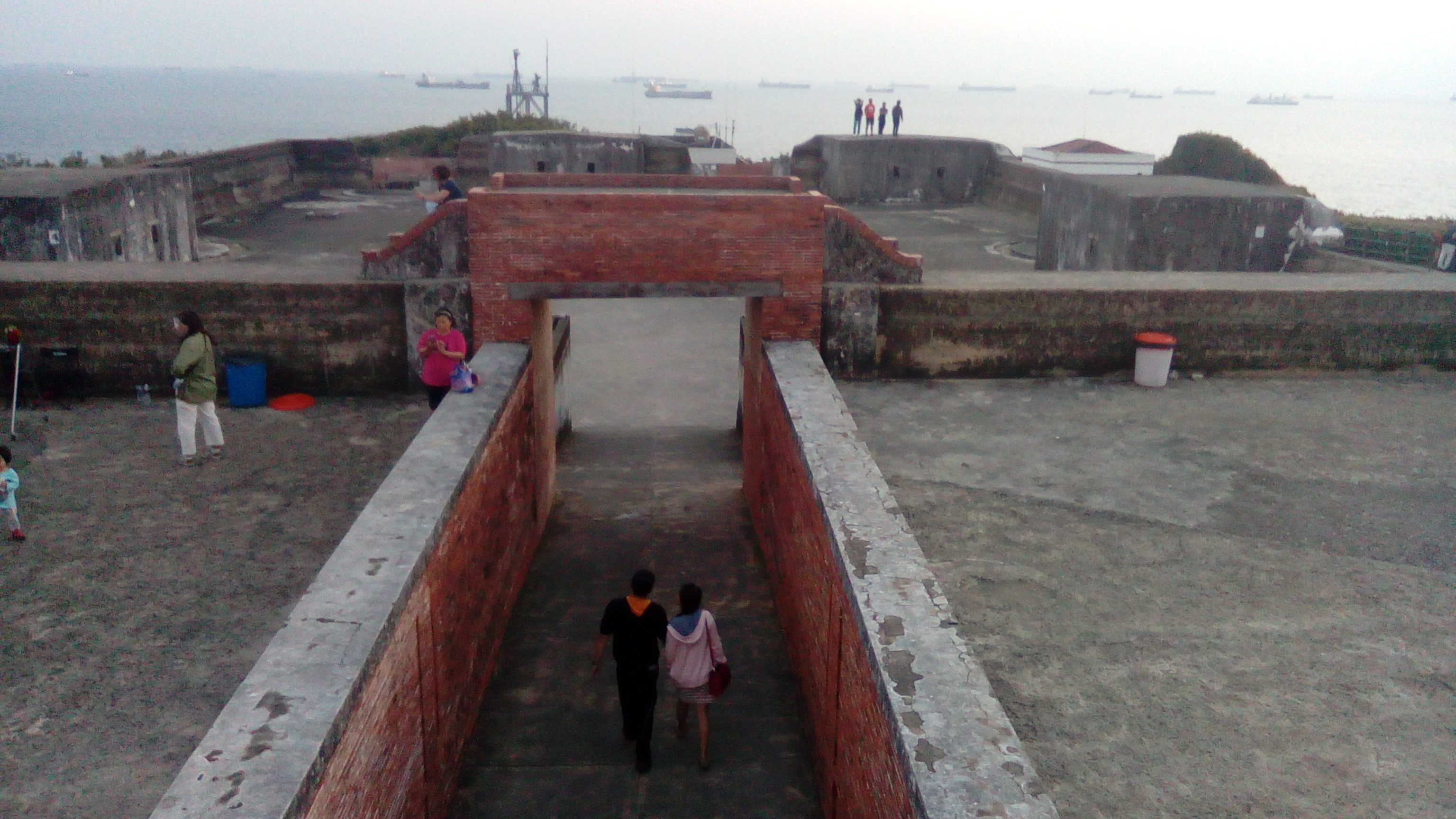
旗后砲台
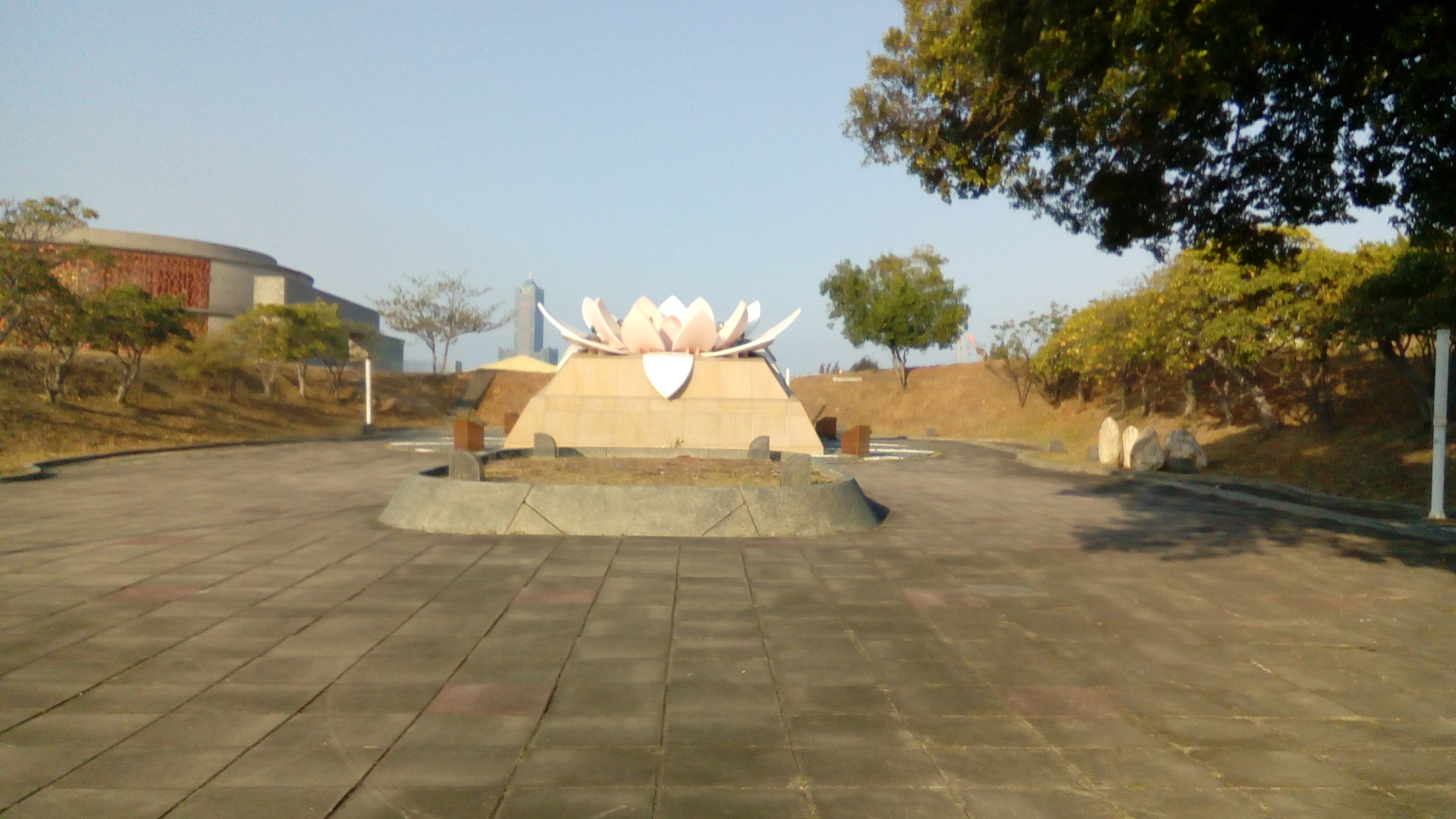
勞動女性紀念公園（原二十五淑女墓）
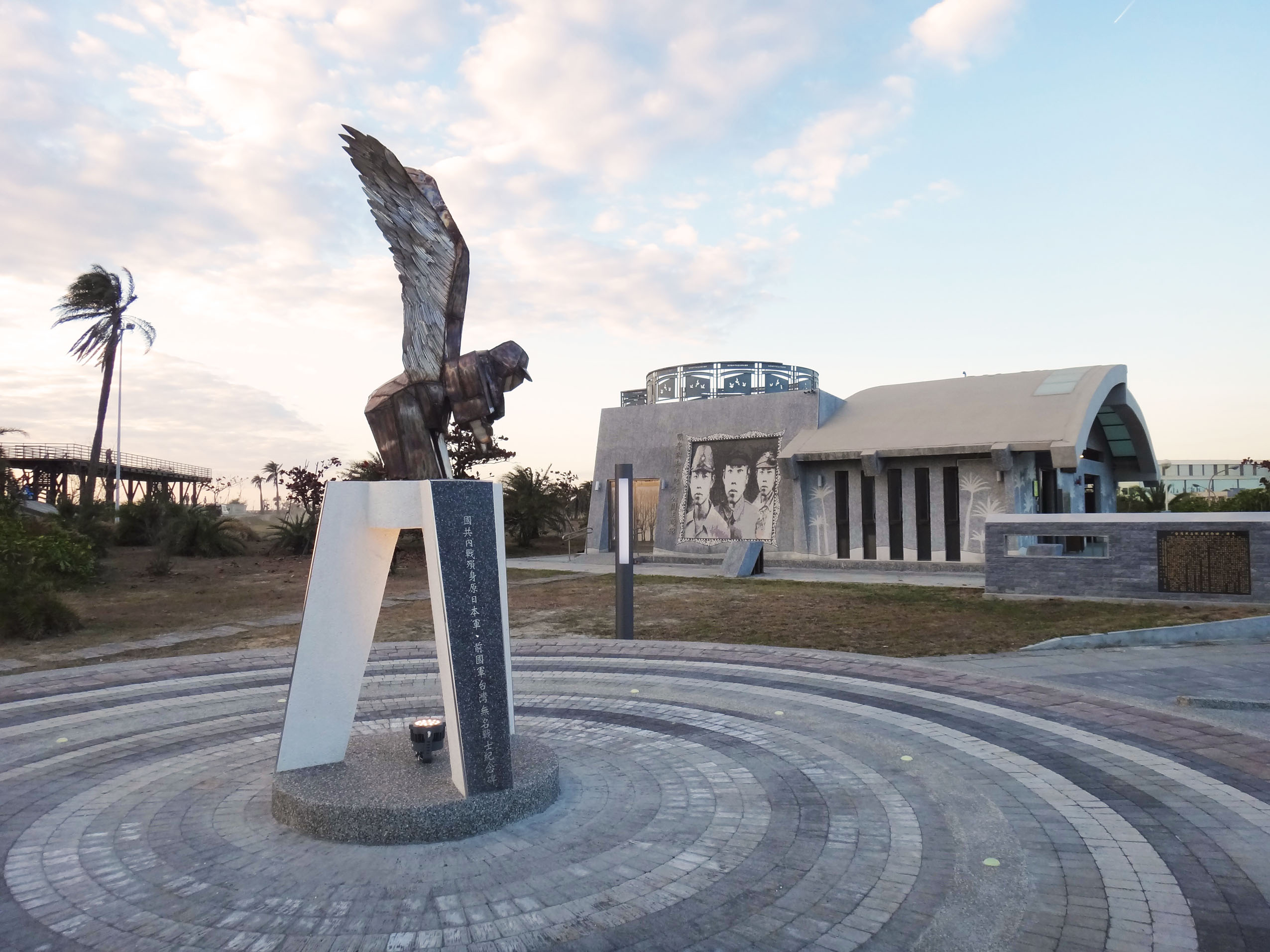
戰爭與和平紀念公園
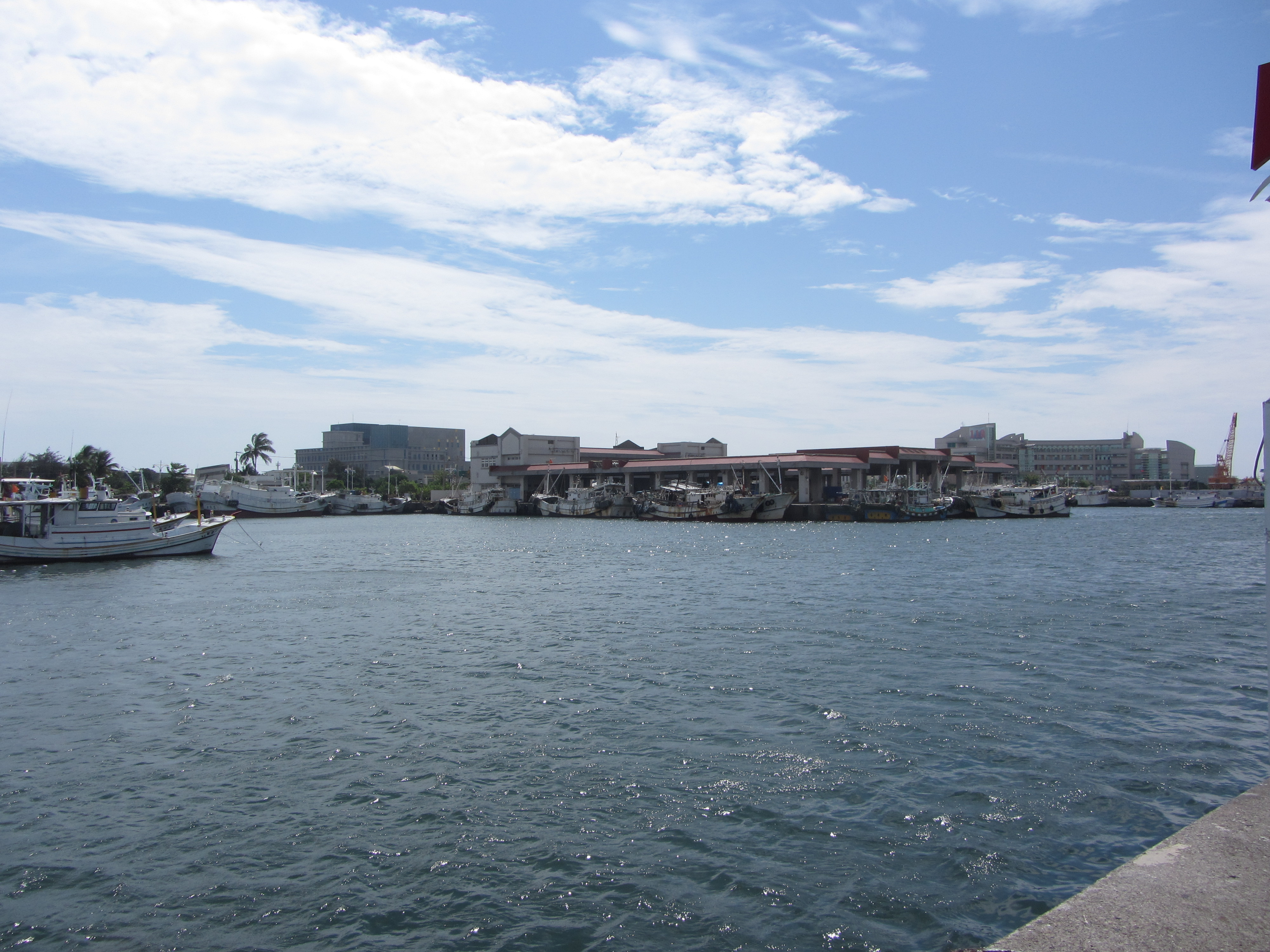
旗津漁港
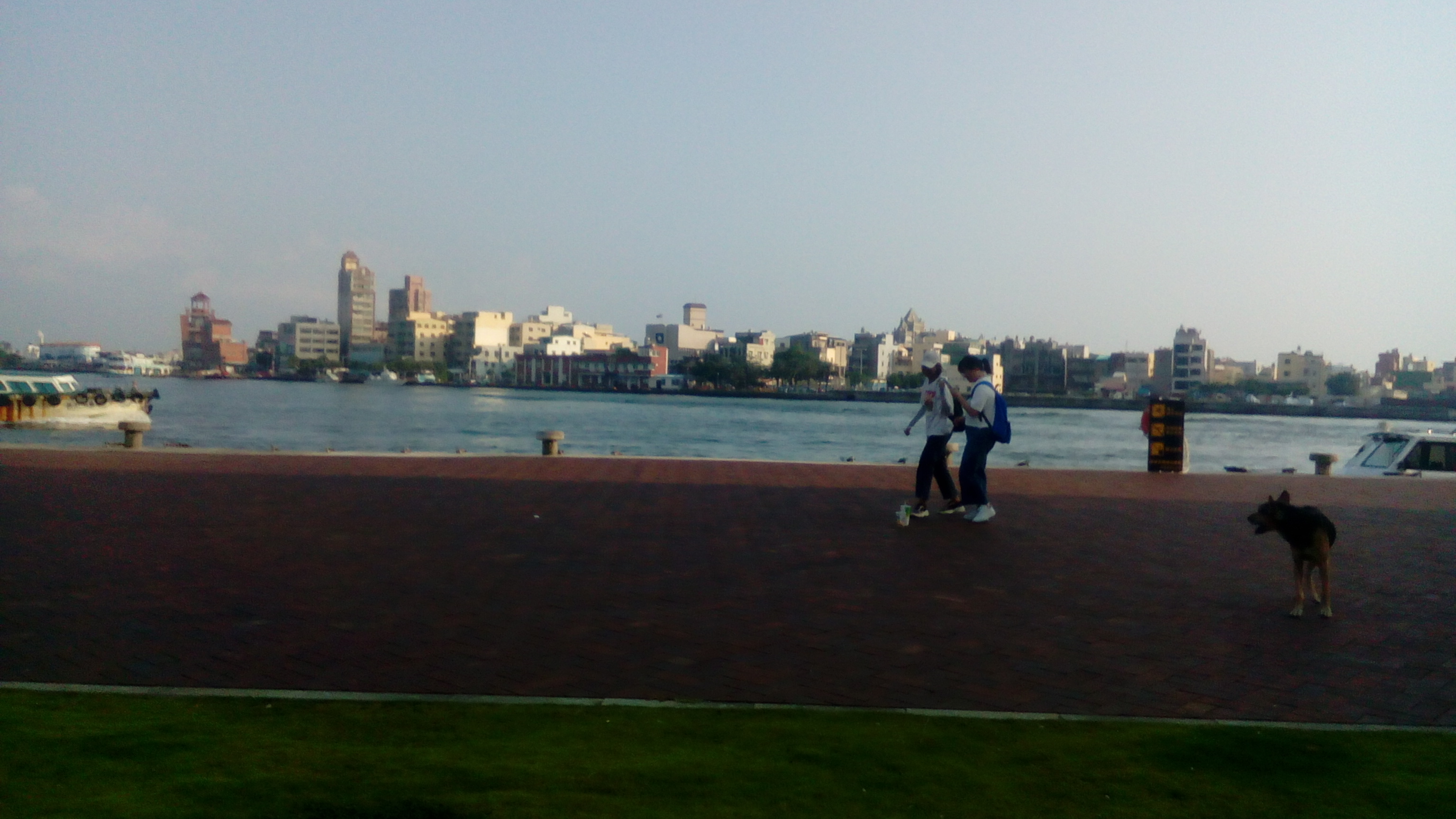
從哨船頭公園眺望旗津市區
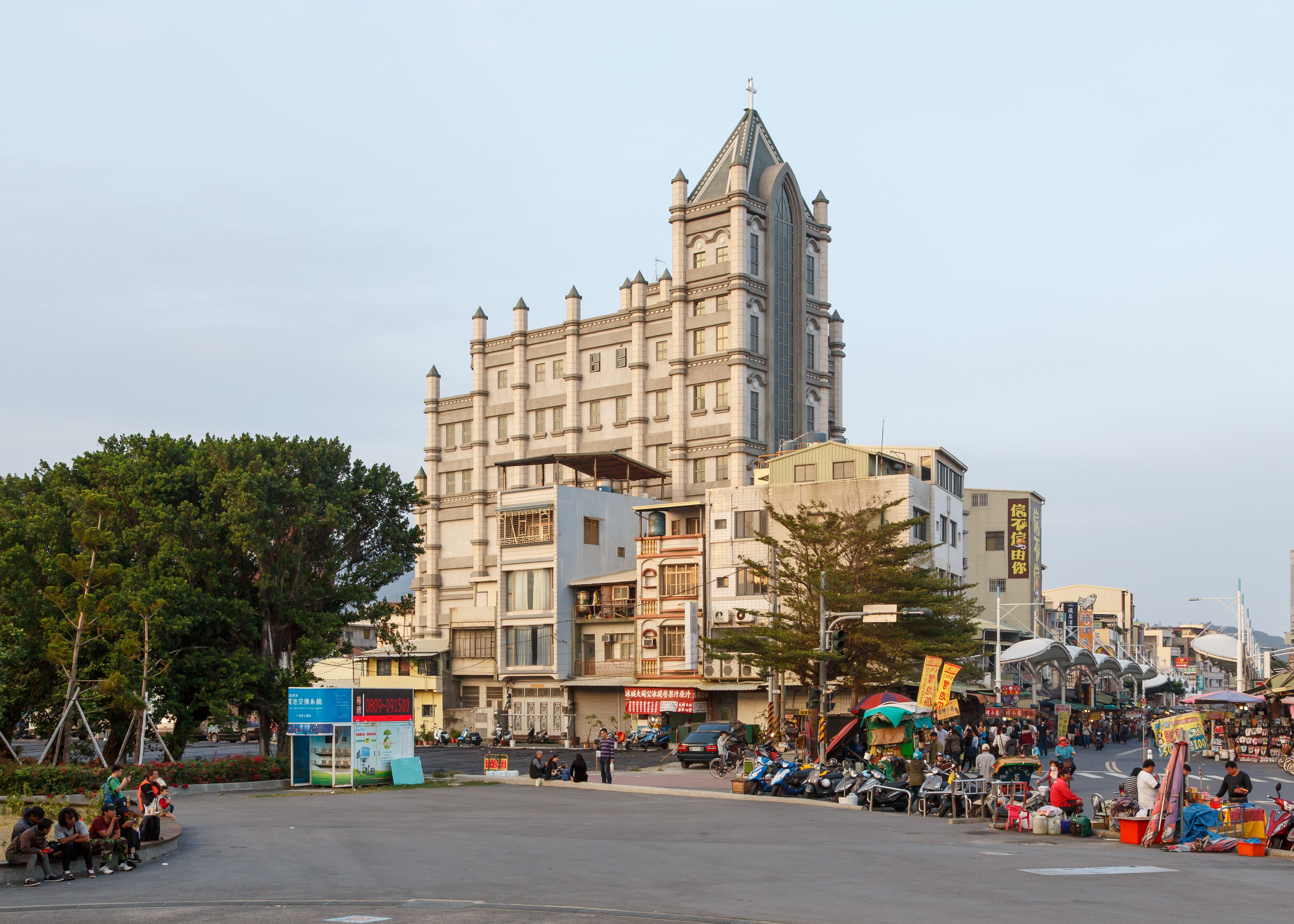
旗后教會

## 外部連結
- 高雄市旗津區公所 （页面存档备份，存于）
- 高雄市鼓山戶政事務所旗津辦公處 （页面存档备份，存于）
- 高雄市旗津區衛生所 （页面存档备份，存于）
- 戰爭與和平紀念公園主題館 （页面存档备份，存于）